# Lactarius amarus
Lactarius amarus R. Heim  – gatunek grzybów należący do rodziny gołąbkowatych (Russulaceae). W Polsce nie występuje. 

## Charakterystyka
Grzyby mikoryzowe, rozwijające się w glebie i wytwarzające naziemne owocniki złożone z kapelusza i trzonu, których miąższ zbudowany jest z kulistawych komórek powodujących ich specyficzną kruchość i nieregularny przełam. Kapelusz owocników ma pokrój szerokorozpostarty, średnicę 4–4,5 cm, jest złotawo lub żółto zabarwiony, jaśniej, koncentrycznie strefowany. Hymenofor blaszkowy, blaszki gęsto rozstawione. Trzon krótki, stożkowaty, o długości ok. 2 cm i średnicy przy kapeluszu ok. 1 cm, zwężający się i zaostrzony przy podstawie. Miąższ zwarty, kremowy, bez zapachu, wytwarzający białe, ostro-gorzkie mleczko. Zarodniki elipsoidalne, o wymiarach 7,8–9×6,9–7,7 μm, pokryte brodawkami częściowo połączonymi siateczką o wysokości ok. 0,8–1,5 µm, amyloidalne. Wysyp zarodników biały.